# Ovovegetarianismo

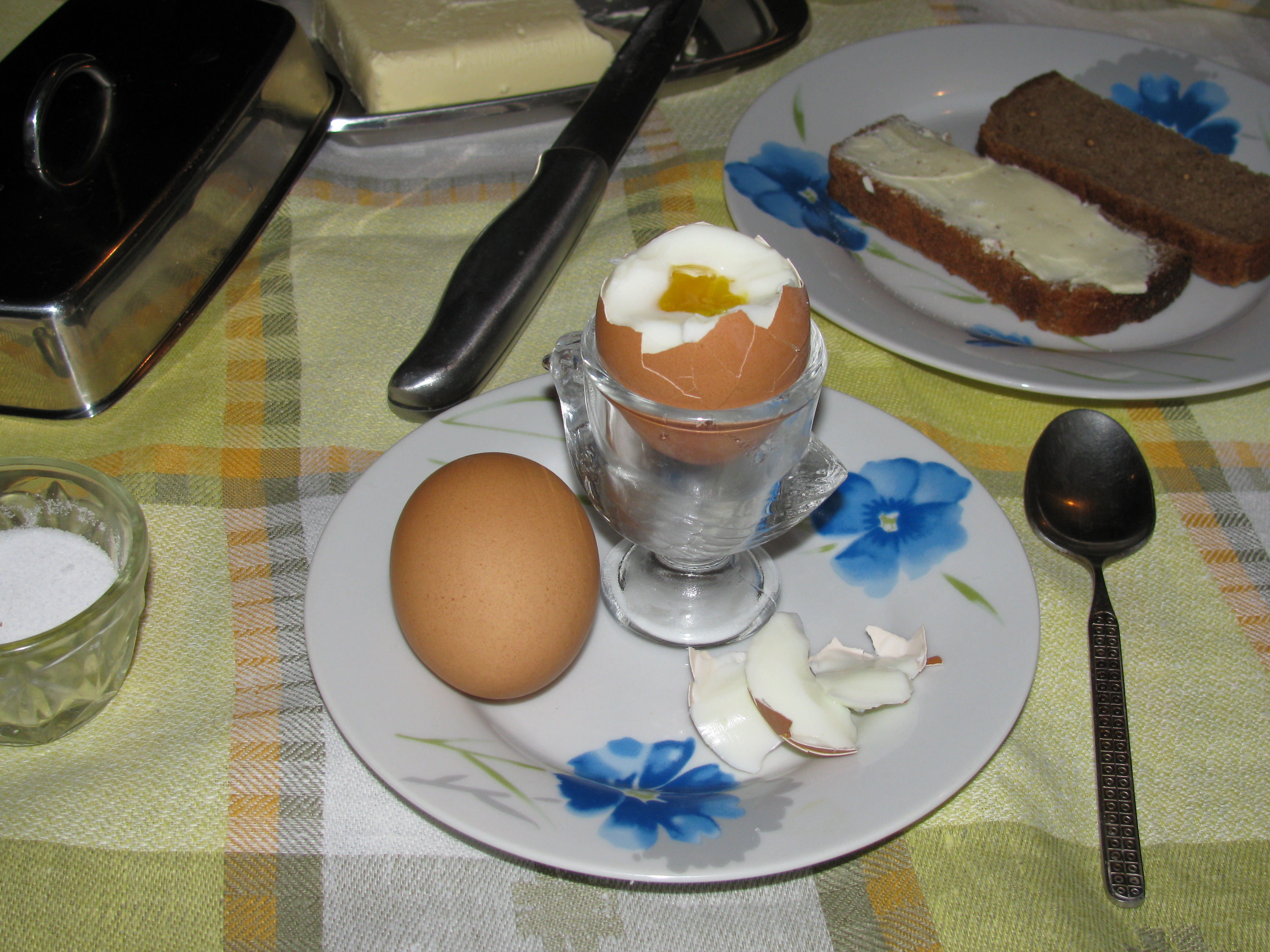
El ovovegetarianismo no especifica si dicho huevo debe estar cocido o crudo, o si debe ser de cultivo nativo o de producción en masa.

El ovovegetarianismo es una dieta vegetariana que excluye la carne, el pescado y los lácteos —es decir, leche y sus derivados, como el queso y la mantequilla— pero sí incluye los huevos y sus derivados, además de los alimentos vegetales como cereales, legumbres, setas, frutas, verduras, etc. Su mayor ventaja es que, al incluir el huevo dentro de la dieta, se obtienen las proteínas y la vitamina B12 necesarias para mantener el cuerpo saludable.
Las personas ovovegetarianas no consumen productos lácteos, a diferencia de las personas lactovegetarianas, quienes no consumen huevos.